# Tabernacolo del Poggerello

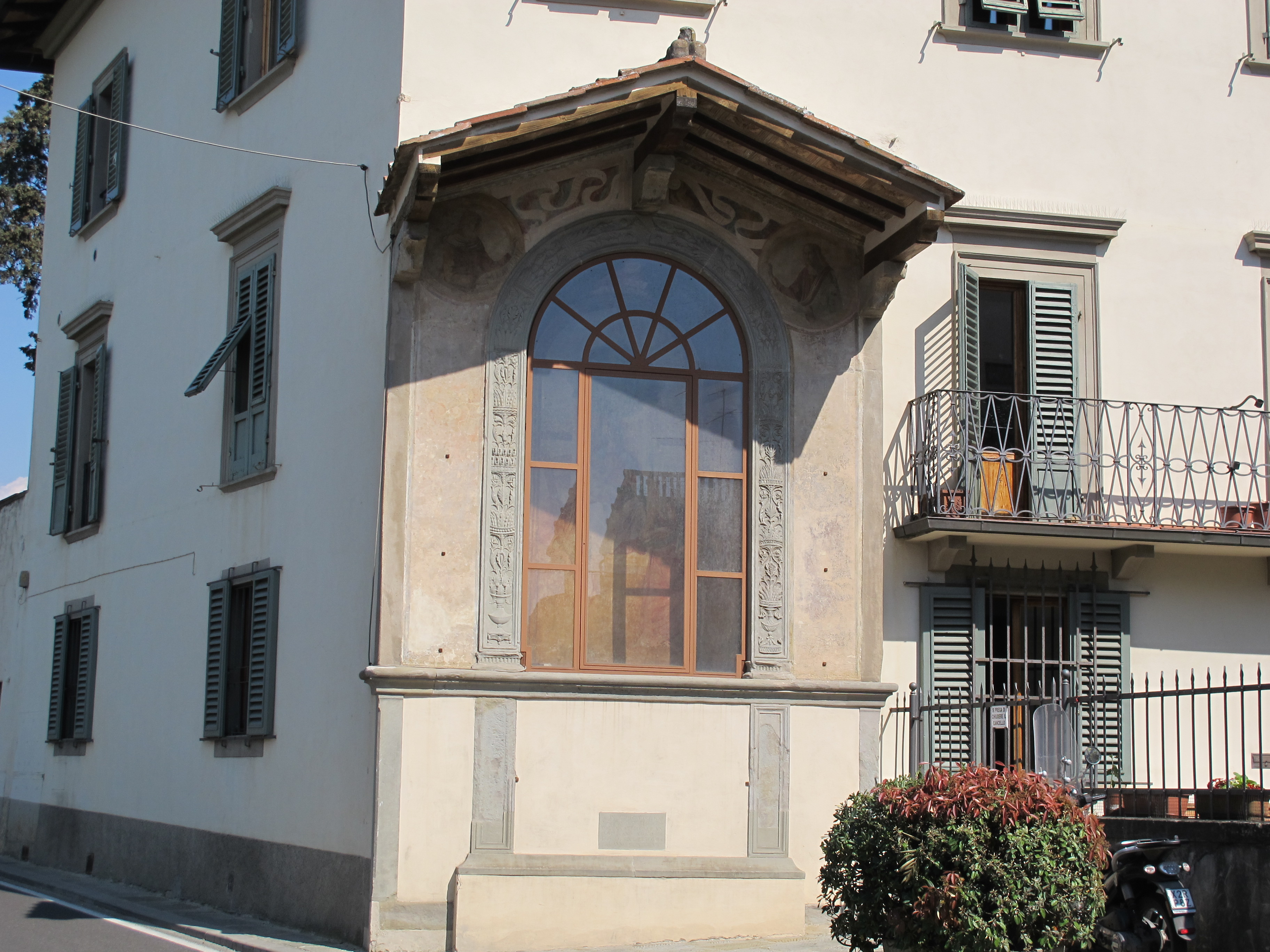
Tabernacolo del Poggerello

Il Tabernacolo del Poggerello è un tabernacolo che si trova a Fiesole, in piazzetta del Ghirlandaio.

## Storia e descrizione
Risalente alla fine del Quattrocento, è coperto da una tettoia con nicchia centinata con cornice in pietra serena scolpita con motivi a candelabra, affrescata all'interno con la Madonna col Bambino in trono tra Sant'Andrea e una Santa Martire, l'Eterno nell'imbotte e San Domenico e altri Santi domenicani sul lato destro, e all'esterno con motivi decorativi quasi scomparsi.
L'ignoto autore degli affreschi ormai molto danneggiati è da ricercarsi nell'ambito della bottega di Domenico Ghirlandaio. Al centro dell'arco della cornice è lo stemma dei Romoli, famiglia cui apparteneva l'edificio cui il tabernacolo era addossato.